# Väinö Tanner (geógrafo)
Väinö Tanner (1881–1948) foi um geógrafo, professor e diplomata finlandês. Tanner é conhecido pelos estudos de geologia do Quaternário do norte da Finlândia.
Tanner formou-se em engenharia química em 1905, obteve um mestrado em filosofia em 1909, e um doutoramento em 1914. Estudou línguas na Suíça, Alemanha e Rússia, cartografia em Estocolmo e geologia na Rússia. A partir de 1903 participou em expedições geológicas no norte da Fino-Escandinávia. Estudou e lecionou geologia e minerologia no Centro de Investigação Geológica da Finlândia, no Politécnico de Helsínquia e na Universidade de Helsínquia.
Entre 1910 e 1912 e 1914-1917, Tanner chefiou as comissões de pastoreio de renas criadas pelo Tribunal internacional de arbitragem na Lapónia sueca e norueguesa. Durante este período, tornou-se familiarizado com a cultura sami, o pastoreio de renas e as atividades da Lapónia. Em 1918, trabalhou para o Ministério dos Negócios Estrangeiros em ligação com a Crise das Ilhas Åland e participou na exploração mineral no Norrbotten sueco.
Foi perito nas negociações de paz de Tartu entre 1920 e 1923 e foi embaixador da Finlândia em Bucareste e, ao mesmo tempo, na Turquia e na Grécia. Em 1924, Tanner foi nomeado geólogo estatal e em 1924-1931 dirigiu a exploração de minério em Petsamo. Ao mesmo tempo, realiza pesquisas geológicas, arqueológicas e culturais de geografia.
Tanner foi nomeado professor de geografia na Universidade de Helsínquia em 1931. Nesta posição, estudou, entre outras coisas, os cumes, os moluscos fósseis do Oceano Ártico, os limites da última glaciação, a recuperação pós-glaciar e a vegetação, e em 1937 e 1939 fez duas expedições à América do Norte, na Península do Labrador.